# British Electric Foundation
B.E.F. (British Electric Foundation) es una banda y productora formada por los exmiembros de Human League  y miembros de Heaven 17 Martyn Ware y Ian Craig Marsh. 

## Historia
En 1980 Ware y Marsh realizaron su primera edición como B.E.F. con una serie de instrumentales llamados Music For Stowaways.
En 1982, con Heaven 17 ya establecido con Glenn Gregory como vocalista, B.E.F. realizó el álbum Music of Quality and Distinction Volume One, el cual presentó otros artistas haciendo versiones de canciones clásicas. 
La versión de Tina Turner de Ball of Confusion de The Temptations llamó la atención de Capitol Records que llevó a que Ware co-produjera su siguiente sencillo Let's Stay Together que alcanzó el número seis en el UK Chart y fue Top 20 en EE. UU. 
Music of Quality and Distinction Volume One también presentó otras versiones como La Vida Secreta de Arabia y It's Over (Billy Mackenzie), There's A Ghost In My House (Paul Jones), These Boots Are Made For Walkin' (Paula Yates), Suspicious Minds (Gary Glitter), You Keep Me Hangin' On (Bernie Nolan), Wichita Lineman y Perfect Day (Glenn Gregory) y Anyone Who Had a Heart (Sandie Shaw).
Recién en 1991 un segundo volumen apareció, otra vez presentando a Tina Turner (cantando "A Change Is Gonna Come") y Billy Mackenzie (cantando "Free"), mientras que la versión de "Family Affair" presentando a Lalah Hathaway le dio un Top 40 en el UK Chart.
El 27 de mayo de 2013, se editó Music of Quality & Distinction Volume 3: Dark donde Ware explicó que el álbum consta de versiones muy oscuras. Entre los artistas invitados para este álbum están Andy Bell, Glenn Gregory, Boy George, Polly Scattergood y Kim Wilde, entre otros.

## Primera presentación en vivo
En marzo de 2007 B.E.F. hizo su primera presentación en vivo.

## Discografía
| Año  | Álbum                                                 | UK | Catálogo | Sello                 | Notas |
| ---- | ----------------------------------------------------- | -- | -------- | --------------------- | --- |
| 1981 | Music For Listening To                                | -  | BEF 1    | B.E.F./Virgin Records | Vinilo L.P. álbum editado por Virgin UK, presentando canciones dee Music For Stowaways cassette (TCV 2888) más un tema nuevo A Baby Called Billy |
| 1981 | Music For Stowaways                                   | -  | TCV 2888 | B.E.F./Virgin Records | Realizado sólo en casete (Edición limitada de 10.000 copias)                                                                                     |
| 1982 | B.E.F.* Presents Sandie Shaw - Anyone Who Had A Heart | -  | VS 487   | -                     | Vinilo 7" |
| 1982 | B.E.F.* Featuring Tina Turner - Ball Of Confusion     | -  | VS 500   | -                     | Vinilo 7" |
| 1982 | Music of Quality and Distinction Volume One           | 25 | V 2219   | B.E.F./Virgin Records | - |
| 1982 | Music Of Quality And Distinction Volume One           | -  | VV 2219  | -                     | Vinilo 5 x 7" singles |
| 1991 | Music of Quality and Distinction Volume Two           | -  | -        | B.E.F./Virgin Records | - |
| 2013 | Music of Quality & Distinction Volume 3: Dark         | -  | -        | -                     | CD y iTunes, más edición limitada de 2 discos autografiado por Ware                                                                              |